# Haas-Haus
Haas-Haus (in italiano: "Edificio Haas") è un edificio situato a Vienna in Austria, disegnato dall'architetto Hans Hollein è costruito dal 1985 al 1990.
L'edificio, in stile postmoderno, è stato completato nel 1990. La funzione della Haas-Haus è commerciale: ospita negozi e ristoranti. L'edificio è situato di fronte alla facciata principale del Duomo di Vienna.